# Accademia Ligustica di Belle Arti

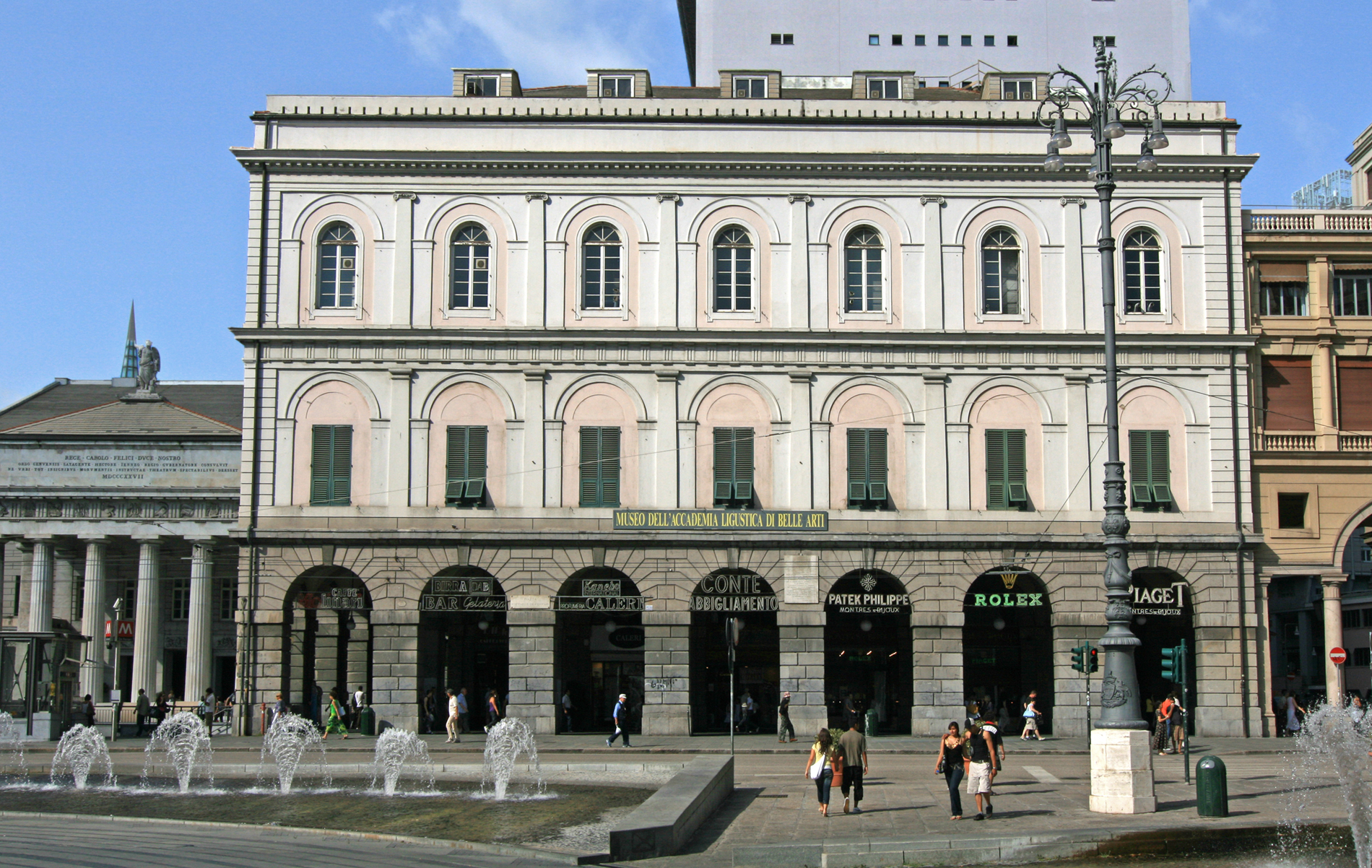
Fassade an der Piazza De Ferrari

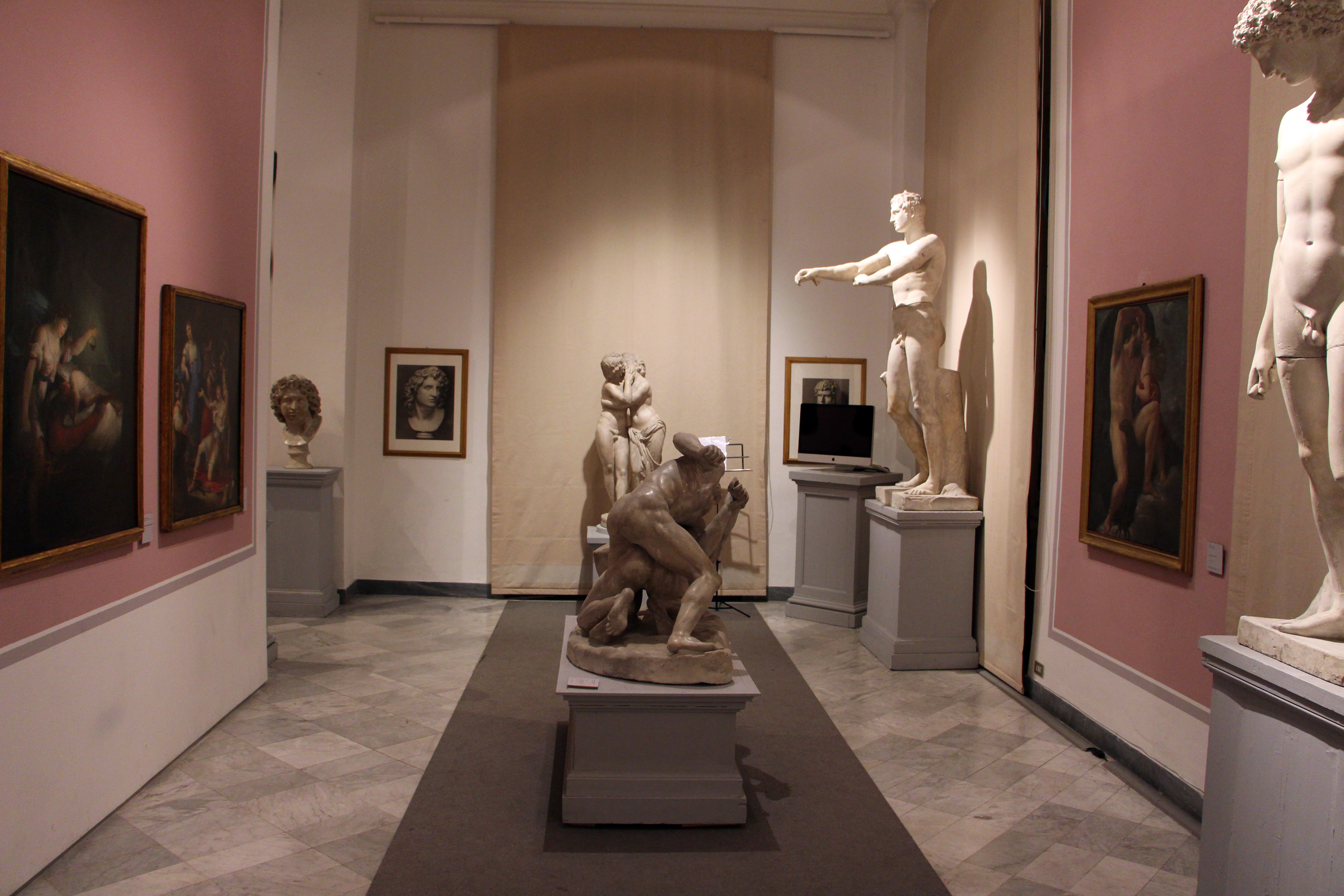
Ein Saal im Museum

Die Accademia Ligustica di Belle Arti (Ligurische Akademie der Schönen Künste) ist eine 1751 gegründete Kunstakademie mit Museum in Genua.

## Geschichte
Giovan Francesco Doria gründete 1751 die Accademia Ligustica als Akademie für Malerei, Bildhauerei und Architektur. Sie wurde von der Regierung anerkannt und subventioniert und von Patriziern und Ehrenmitgliedern gefördert. Zunächst in einem bescheidenen Gebäude an der Piazza Banchi untergebracht, zog sie gleich im folgenden Jahr in den Palazzo Clavesana in der Via dei Promontori. 1731 wurde die Akademie reformiert und 1793 in einen neuen Palast in der Via Soziglia verlegt. Mit den politischen Umwälzungen und der Gründung der Ligurischen Republik 1797 wurde die patrizische Verwaltung durch eine öffentliche ersetzt. Ab 1818 wurde die Akademie regelmäßig von der Gemeinde subventioniert und 1831 in ein von Carlo Barabino neu erbautes Gebäude an der Piazza De Ferrari verlegt. Die der Akademie gehörenden Kunstsammlungen wurden 1980 als Museum zugänglich gemacht.

## Gebäude

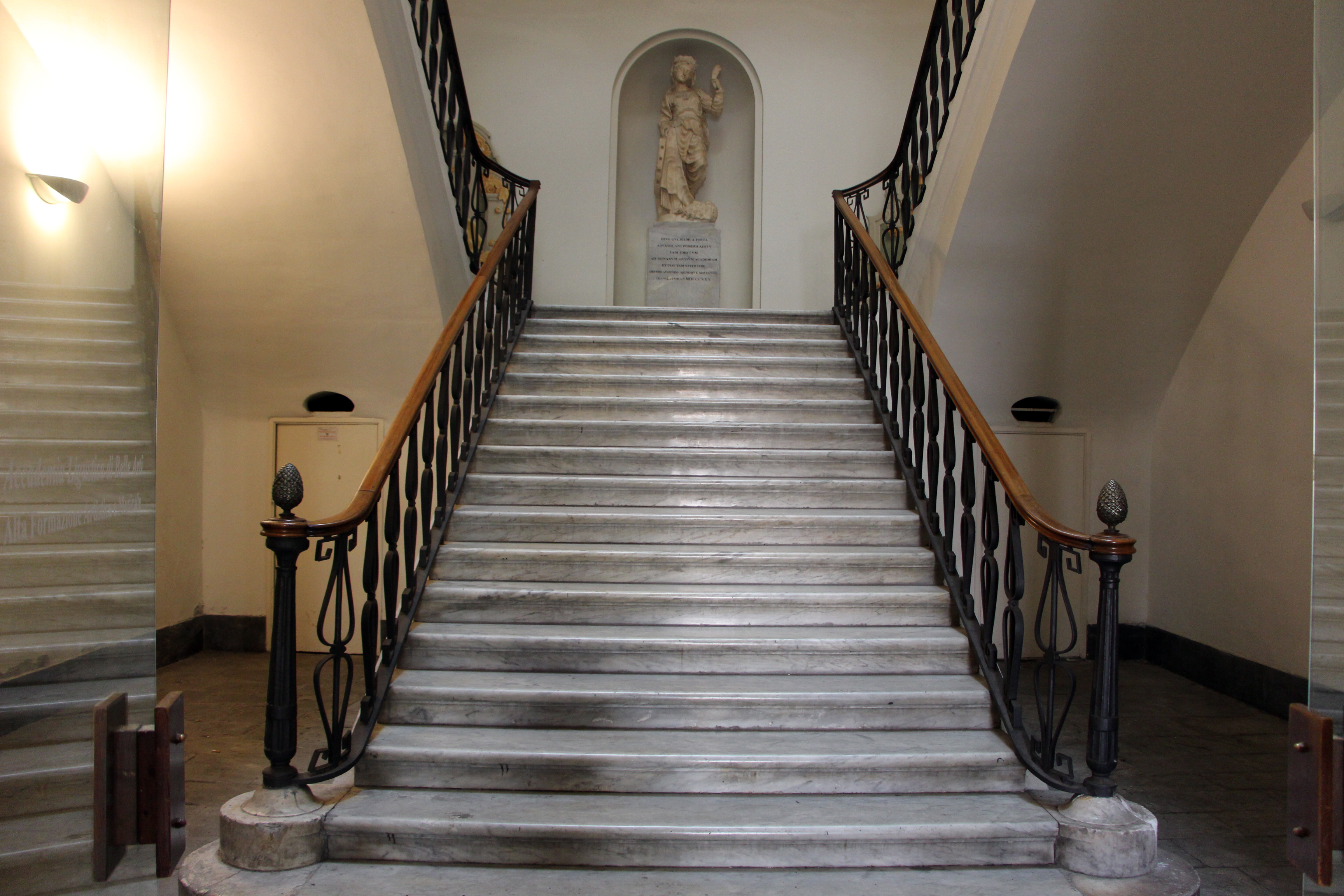
Treppenhaus mit Statue der hl. Katharina

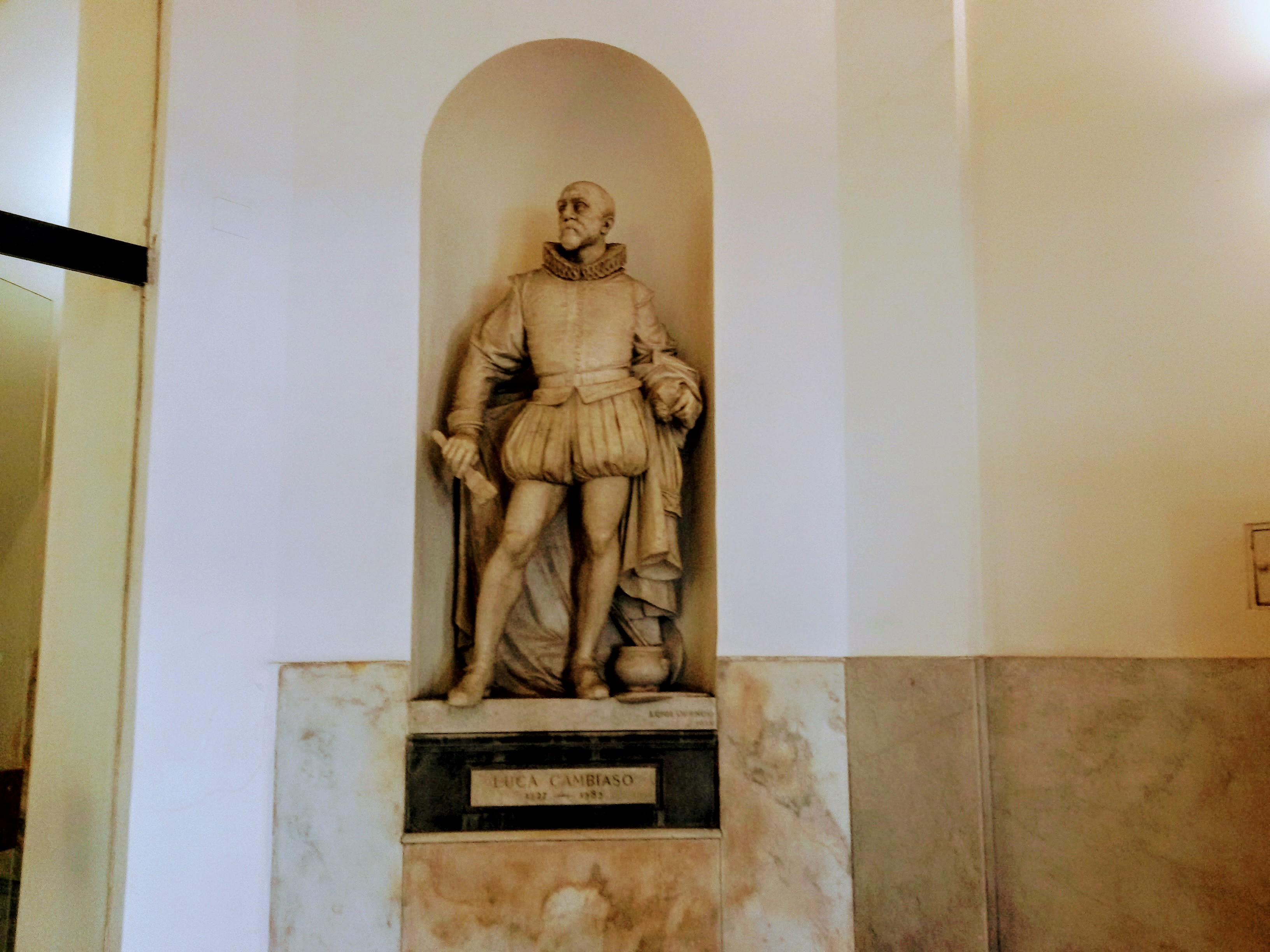
Statue von Luca Cambiaso im Atrium

Das Gebäude, in dem sich die Akademie und das Museum befinden, wurde nach Plänen des Architekten Carlo Barabino von 1826 bis 1831 auf dem Gelände des abgerissenen Dominikanerklosters aus dem 14. Jahrhundert erbaut. Der Bau erfolgte im Rahmen großer, im Jahr 1825 begonnener städtebaulicher Umgestaltungsmaßnahmen in dem Gebiet, in deren Zuge auch das benachbarte Teatro Carlo Felice errichtet wurde. Das freistehende Gebäude im klassizistischen Stil ist auf drei Seiten mit Arkaden versehen.
Das Innere wurde durch den Abbruch der „Rotonda“, die ursprünglich durch eine große Bogenöffnung optisch mit dem Treppenhaus verbunden war, verändert. In den Nischen des achteckigen Atriums sind vier Marmorstatuen der genuesischen Künstler Luca Cambiaso, Filippo Parodi, Bernardo Strozzi und Bernardo Schiaffino aufgestellt, die 1935 von Luigi Orengo bzw. 1939 von Guido Galletti geschaffen wurden. Vom Atrium führt eine monumentale Treppe in die oberen Stockwerke. Die Nische am ersten Treppenabsatz beherbergt eine Statue der Heiligen Katharina von Alexandria aus dem 16. Jahrhundert, die aus dem 1837 abgerissenen Acquasola-Tor stammt und  möglicherweise von Guglielmo della Porta geschaffen wurde. In den Nischen des folgenden Treppenabsatzes stehen zwei Statuen der Heiligen Jakobus und Philippus aus dem 16. Jahrhundert. Auf der angrenzenden Galerie steht die Büste des Malers Nicolò Barabino von Antonio Allegretti (1894). Von der ehemaligen Dominikanerkirche stammen die monolithischen Säulen der Loggia im zweiten Stock, deren Wände durch vier Nischen gegliedert sind, in denen Büsten von mit der Akademie verbundenen Künstlern stehen: Carlo Barabino (von Giovanni Battista Cevasco, 1844), Ernesto Rayper (von Giulio Monteverde, 1874), Pietro Resasco (von A. Allegro, 1874) und Raffaele Granara (von Vittorio Lavezzari, 1885).

## Museum

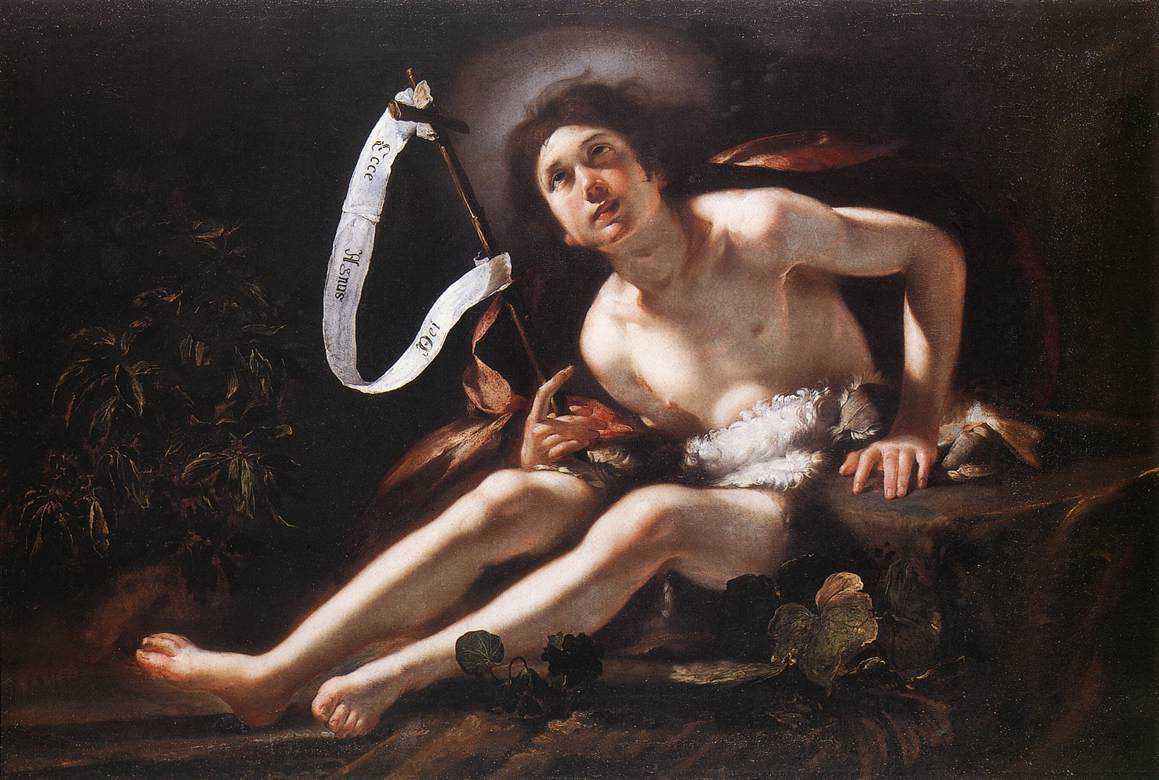
Bernardo Strozzi: Johannes der Täufer, Öl auf Leinwand, um 1615/20

Das 1980 eröffnete Museo dell'Accademia Ligustica di Belle Arti befindet sich im Gebäude der Akademie und beherbergt Gemälde, Zeichnungen, Stiche, Drucke, Skulpturen, Abgüsse und Keramiken vom 14. bis zum 20. Jahrhundert. Es ist für die Öffentlichkeit zugänglich und dient auch der Ausbildung der Studierenden, die an der Kuratierung von Ausstellungen oder der Restaurierung von Kunstwerken beteiligt werden.

## Ausbildung
Neben dem Hauptgebäude an der Piazza De Ferrari hat die Akademie weitere Standorte im Palazzo Senarega und in den Räumlichkeiten des Museo di Sant’Agostino, die ebenfalls im historischen Zentrum Genuas liegen. Jedes Jahr werden rund 500 Studierende von rund 60 Lehrkräften unterrichtet. Für den ersten Abschluss werden acht dreijährige Studiengänge angeboten: Malerei, Bildhauerei, Graphik, Dekoration, Bühnenbildnerei, Kommunikation und Didaktik der Kunst, Kunst und Design für die Wirtschaft sowie Kunst und neue Technologien. Im Anschluss gibt es vier zweijährige Studiengänge: Bühnenbildnerei, Dekoration, Malerei sowie neue künstlerische Gestaltung im Unternehmen, unterteilt in die drei Zweige Webdesign, Illustration und Fotografie.